# تالاب زردابه
این تالاب در جنوب شهر پلدختر واقع گردیده است که به دلیل تغییرات جوی رو به خشک شدن می‌رود. سازمان محیط زیست اقدامی در زمینه احیای آن به عمل نیاورده است. در شمال این تالاب، تالاب‌های سه‌گانه قرار دارند که به ترتیب تالاب‌های لفانه(دوقلو) و تکانه(تک) می‌باشند.